# Oswald Karch
Oswald Karch va ser un pilot de curses automobilístiques alemany que va arribar a disputar curses de Fórmula 1 nascut el 6 de març del 1917 a Ludwigshafen, Alemanya.

## A la F1
Va debutar a la setena cursa de la quarta temporada de la història del campionat del món de la Fórmula 1, la corresponent a l'any 1953, disputant el 2 d'agost el GP d'Alemanya al Circuit de Nürburgring.
Oswald Karch va participar en aquesta única cursa puntuable pel campionat de la F1, retirant-se als inicis de la prova i no assolí cap punt pel campionat de la F1.

## Resultats a la Fórmula 1
| Any  | Equip        | Xassís  | Motor   | 1   | 2   | 3   | 4   | 5   | 6   | 7       | 8   | 9   | Posició | Punts |
| ---- | ------------ | ------- | ------- | --- | --- | --- | --- | --- | --- | ------- | --- | --- | ------- | ----- |
| 1953 | Oswald Karch | Veritas | Veritas | ARG | 500 | HOL | BEL | FRA | GBR | ALE Ret | SUI | ITA | -       | 0     |

### Resum
| Curses: | Victòries: | Pòdiums: | Poles: | Voltes ràpides: | Punts: |
| ------- | ---------- | -------- | ------ | --------------- | ------ |
| 1       | 0          | 0        | 0      | 0               | 0      |